# جوزف کمپل (بازیکن فوتبال)
جوزف کمپل (انگلیسی: Joseph Campbell؛ زادهٔ ۱۹۰۳) بازیکن فوتبال اهل بریتانیا است.
از باشگاه‌هایی که در آن بازی کرده‌است می‌توان به باشگاه فوتبال یئوویل تاون، باشگاه فوتبال هال سیتی، و باشگاه فوتبال برادفورد سیتی اشاره کرد.